# Sassari (pokrajina)
Pokrajina Sassari (talijanski: Provincia di Sassari) je talijanska pokrajina u regiji Sardinija. Glavni grad je Sassari. Površina pokrajine iznosi 7 692 km², a broj stanovnika 491 884 (2018. godine). Gustoća naseljenosti je 64 st/km². 
Pokrajina ima 92 općina.